# Грбич, Никола (борец)
Никола Грбич (хорв. Nikola Grbić; 2 февраля 1899, Сврачково Село — 2 декабря 1973, Буэнос-Айрес) — югославский борец классического стиля. Участник летних Олимпийских игр 1924 года.

## Биография
Никола Грбич родился 2 февраля 1899 года в австро-венгерской деревне Сврачково Село (сейчас в Хорватии).
Выступал в соревнованиях по классической борьбе за МТК из Будапешта, «Кроацию» из Загреба, «Раднички» и «Аматар» из Сомбора, «Раднички» из Белграда, аргентинский «Монте-Гранде». Трижды становился чемпионом Югославии (1924, 1927, 1928).
В 1924 году вошёл в состав сборной Югославии на летних Олимпийских играх в Париже. В весовой категории до 75 кг в первом раунде победил решением судей Харри Нильссона из Швеции, во втором раунде на 3-й минуте победил Луи Вёва из Швейцарии, в третьем раунде выиграл решением судей у Карлиса Вилциньша из Латвии, в четвёртом раунде проиграл решением судей Артуру Линдфорсу из Финляндии, в пятом раунде на 6-й минуте победил Вацлава Окулича-Козарина из Польши, в шестом раунде проиграл решением судей Эдварду Вестерлунду из Финляндии, поделив 5-6-е места.
В 1927 году участвовал в чемпионате Европы в Будапеште.
По окончании выступлений работал тренером.
Умер 2 декабря 1973 года в Буэнос-Айресе.